# Henryk Olszewski (prawnik)
Henryk Anastazy Olszewski (ur. 2 stycznia 1932 w Świeciu, zm. 19 sierpnia 2021 w Poznaniu) – polski historyk prawa i nauczyciel akademicki, profesor nauk prawnych.

## Życiorys
Syn Mariana i Stefanii. W 1954 ukończył studia prawnicze na Wydziale Prawa Uniwersytetu Poznańskiego. Stopień naukowy doktora uzyskał w 1959 na tej uczelni na podstawie pracy Ustrój polityczny Rzeczypospolitej w poglądach szlachty w latach 1697–1740. Od 1959 należał do PZPR. W 1966 habilitował się w oparciu o rozprawę zatytułowaną Sejm Rzeczypospolitej epoki oligarchii. Prawo-praktyka-teoria-programy. W 1976 otrzymał tytuł profesora nadzwyczajnego. W 1986 został profesorem zwyczajnym.
Zawodowo był związany z Uniwersytetem im. Adama Mickiewicza w Poznaniu. W 1966 został kierownikiem Katedry Historii Doktryn Politycznych i Prawnych na Wydziale Prawa i Administracji, funkcję tę pełnił do 2002, kiedy to przeszedł na emeryturę. Wykładał także na innych uczelniach krajowych. Był nauczycielem akademickim na Wydziale Prawa Uniwersytetu SWPS w Warszawie. W latach 1968–1972 był prodziekanem, a w latach 1975–1978 dziekanem Wydziału Prawa i Administracji UAM. Przez wiele lat wykładał historię doktryn politycznych i prawnych w Collegium Polonicum w Słubicach, wspólnej placówce UAM i Europejskiego Uniwersytetu Viadrina we Frankfurcie nad Odrą.
Od 1998 był członkiem korespondentem, a od 2007 członkiem rzeczywistym Polskiej Akademii Nauk. Został członkiem m.in. Komitetu Nauk Prawnych i Komitetu Nauk Politycznych PAN oraz Centralnej Komisji do Spraw Stopni i Tytułów. W latach 1986–1989 był członkiem Ogólnopolskiego Komitetu Grunwaldzkiego. W latach 1978–2014 był redaktorem naczelnym „Czasopisma Prawno-Historycznego”.
Pochowany na cmentarzu Junikowo w Poznaniu.

## Odznaczenia i wyróżnienia
Odznaczony Krzyżem Kawalerskim, Oficerskim (1977) oraz Komandorskim (2011) Orderu Odrodzenia Polski, Złotym Krzyżem Zasługi i Medalem Komisji Edukacji Narodowej. W 2010 otrzymał tytuł doktora honoris causa Uniwersytetu Jagiellońskiego.

## Wybrane publikacje
- Doktryny prawno-ustrojowe czasów saskich (1961).
- Sejm Rzeczypospolitej epoki oligarchii 1645–1763 (1966).
- Nauka historii w upadku (1982).
- Zwischen Begeisterung und Widerstand. Deutsche Hochschullehrer und der Nationalsozialismus (1990).
- Słownik twórców idei (1998).
- Sejm w dawnej Rzeczypospolitej. Ustrój i idee (2002).